# Sørfjorden (Hemnes)
 For alternative betydninger, se Sørfjorden. (Se også artikler, som begynder med Sørfjorden)
Sørfjorden er en fjordarm af Ranfjorden i Hemnes kommune i Nordland fylke i Norge. Fjorden er 12 kilometer lang og har indløb mellem Hattneset i syd og Skarpsundet i nord, og den går først mod øst, derefter mod sydøst, til Bjerka i bunden af fjorden.
De ydre dele af fjorden ligger syd for Hemneshalvøen. Landsbyen Finneidfjord ligger på en landtange som knytter halvøen til fastlandet; Den er omkring 600 meter bredt og på den anden side ligger bunden af Finneidfjorden, en anden af Ranfjordens fjordarme. Syd for Finneidfjord går det næsten 1,5 km lange og smalle næs Røssåauren ud i fjorden fra vestsiden.
Bjerka ligger på østsiden helt inderst i fjorden, ved udmudingen af elven Bjerka. På den anden side af fjorden fra Bjerka munder den betydelig større elv Røssåga ud.
Europavej E6 går langs østsiden af fjorden melldm Bjerka og Finneidfjord. Nordlandsbanen går langs hele sydsiden af fjorden, og følger E6 op langs østsiden.
Med jævne mellemrum er der små og store undervandsskred i fjorden. 20. juni 1996 var der et stort strandzoneskred, som krævede fire menneskeliv.